# Лакуна Нгами

Изображение лакуны Нгами, основанное на радиолокационном зондировании аппаратом Кассини (псевдоцвета)

Лакуна Нга́ми (англ. Ngami Lacuna) — лакуна, находящаяся на поверхности самого крупного спутника Сатурна — Титана, по координатам 66°42′ с. ш. 146°06′ в. д. / 66,7° с. ш. 146,1° в. д.. Лакуна (лат. lacuna) — похожее на озеро формация, которая при радарном зондировании имела слабое поглощение радиоволн, что говорит об её малой глубине, либо полном отсутствии жидкости.
Диаметр лакуны составляет 37,2 км. Находится в северном полушарии рядом с его морями (Кракена, Лигеи и Пунги). При помощи радара Кассини оно было обнаружено в 2007 году.
Названо в честь земного пересыхающего озера Нгами, расположенного на территории Ботсваны.